# Pëtr Ivanovič Rikord
Pëtr Ivanovič Rikord (in russo Пётр Иванович Рикорд?; Toropec, 9 febbraio 1776 – San Pietroburgo, 28 febbraio 1855) è stato un ammiraglio e esploratore russo.

## Biografia
Nato nel 1776 a Toropec, nel Governatorato di Pskov (ora oblast' di Tver'), si diplomò al Corpo dei cadetti della Marina di Kronštadt. Nel 1792 fu promosso guardiamarina e con questo grado compì due campagne: una a Gogland e l'altra a Copenaghen. Nell'aprile 1794 superò l'esame di mičman.
Nel 1795, Rikord si unì allo squadrone del Mare del Nord sotto il vice ammiraglio Pëtr I. Chanykov, che sosteneva la Gran Bretagna contro la Francia rivoluzionaria. La squadriglia rimase inattiva per quattro anni, così Rikord affittò un piccolo appartamento a Londra con alcuni compagni, con il permesso dei suoi superiori, e si dedicò allo studio del francese, dell'inglese e delle scienze marine.
Nell'agosto 1797 ritornò a Revalia. L'anno successivo, da giugno ad agosto, prestò servizio sulla nave antincendio di Kronštadt. Nel 1798-1800 salpò nuovamente per l'Inghilterra e l'Olanda Settentrionale. Si distinse durante lo sbarco vicino alla città di Den Helder (Olanda), per il quale, il 24 settembre 1799 gli fu conferito l'Ordine di Sant'Anna insegna di III a classe (con spade). Il 14 marzo 1800 fu promosso tenente.
Al ritorno a San Pietroburgo nell'agosto del 1800, Rikord si arruolò nel Corpo dei cadetti, e già nel 1802, tra dodici ufficiali eletti, fu mandato a prestare servizio nella Royal Navy come volontario, per migliorare nella pratica le sue abilità marittime. Il 19 febbraio 1803 fu assegnato alla fregata inglese Amazon, che era di stanza nella rada di Portsmouth, da dove salpò per Gibilterra. Al seguito del duca di Kent, visitò le coste dell'Africa, la fortezza di Ceuta, poi salpò per Lisbona, navigò al largo di Cadice e partecipò alla cattura di diverse navi spagnole da parte degli inglesi. Visitò Malta, Madeira e la Giamaica. Ritornato a Portsmouth, si recò, nell'autunno del 1805, in Russia e arrivò a Revalia il 9 novembre.
Quando nel 1806 lo sloop Neva, al comando di Ludwig von Hagemeister, partì per la circumnavigazione del mondo per conto di una compagnia americana, il governo russo decise di inviare anche una nave da guerra, che potesse fungere sia da prima difesa lungo il percorso che per esplorare il Pacifico settentrionale e per trasportare attrezzature militari al porto di Ochotsk e alla Kamčatka. Capitano di questa nave fu nominato il tenente Vasilij M. Golovnin, che scelse il suo amico Rikord come assistente. La spedizione iniziò nel luglio 1807 con la partenza dello sloop Diana da Kronštadt e il suo arrivo in Gran Bretagna il 5 settembre 1807.
A causa delle tempeste avverse, la circumnavigazione passando da Capo Horn non fu possibile, quindi Golovnin scelse di doppiare Capo di Buona Speranza. Gli inglesi permisero alla nave di entrare e ancorarsi in una baia vicina, solo allora li arrestarono, annunciando ai marinai, tagliati fuori dal mondo esterno per molti mesi, che era iniziata la guerra anglo-russa: erano di conseguenza prigionieri di guerra. Dopo quasi tredici mesi di permanenza involontaria riuscirono a fuggire, approfittando del forte vento e di una notte buia, eludendo le navi inglesi che li circondavano. Il 25 settembre 1809 lo sloop arrivò finalmente nel porto di Petropavlovsk.
Rikord trascorse i due inverni successivi in Kamčatka. Nel febbraio 1810 fu promosso capitano-tenente. Nel maggio 1810 salpò con Golovnin sulla Diana verso Novo-Archangel'sk per mappare le coste e portare rifornimenti alle colonie della compagnia russo-americana.

### L'incidente di Golovnin
Nell'estate del 1811, Rikord tracciò la mappa delle isole Curili insieme a Golovnin. Quando Golovnin sbarcò sull'isola di Kunašir nel luglio 1811, su invito dei giapponesi con pochi compagni e senza armi, lui e i suoi compagni furono catturati a tradimento, quindi Rikord, in quanto ufficiale più anziano, dovette prendere il comando dello sloop Diana.  Dopo diversi inutili tentativi di liberare i suoi compagni, raggiunse Ochotsk per recarsi a San Pietroburgo, nonostante l'imminente inverno, e ottenere la liberazione di Golovnin, ma già a Irkutsk ricevette l'ordine di tornare a Ochotsk. Con l'aiuto di Leonzaim, un giapponese portato a forza in Russia dal tenente Chvostov nel 1804, e sei giapponesi che erano stati recentemente salvati in mare dai russi, Rikord tornò a Ochotsk e salpò per Kunašir per conoscere il destino di Golovnin, contando anche sull'appoggio dell'imprenditore giapponese Takadaya Kahei. Riuscì ad allacciare rapporti pacifici con i residenti e a ottenere il rilascio di Golovnin e dei suoi uomini il 7 ottobre 1813. Gli appunti di Golovnin sul periodo trascorso in prigionia e quelli di Rikord sui suoi tre viaggi verso le coste giapponesi e sui suoi negoziati descrivono tutti questi eventi in dettaglio.

### La gestione della Kamčatka
Tornò di nuovo in Kamčatka, questa volta come amministratore, dopo essere stato nominato, nel 1817, capo della regione con la promozione al grado di capitano di 1ª classe. Migliorò notevolmente la situazione della sfortunata regione devastata dall'amministrazione precedente, dalle inondazioni del 1816 e del 1817. Costruì ospedali e ospizi. Aprì scuole, costruì chiese e migliorò i rapporti con i Coriachi e i Ciukci. Regolamentò il commercio e protesse le acque costiere dalle rapine e dalla predazione delle navi baleniere. Nel 1818 fu eletto membro corrispondente dell'Accademia russa delle scienze per il suo lavoro in Kamčatka e nelle isole Curili.
Richiamato, Rikord divenne comandante della II flotta (unità di amministrazione del personale) nel maggio 1822 e capitano del porto di Kronštadt nel marzo 1825. Fu promosso contrammiraglio nel dicembre 1827.

### Assedio dei Dardanelli e di Costantinopoli
Nel 1828, ricevette l'incarico di capo dello squadrone inviato nel Mar Mediterraneo per supportare lo squadrone comandato da Lodewijk van Heiden. Rikord acquistò un'enorme notorietà grazie al primo blocco riuscito dei Dardanelli in inverno. Ciò impedì alla flotta ottomana di intervenire nella guerra d'indipendenza greca.

### In Grecia
Dopo la firma del trattato di Adrianopoli (1829), Rikord rimase nel Mar Egeo con parte dello squadrone di Heiden per prevenire incursioni da parte di pirati, per contribuire a stabilire lo stato indipendente della Grecia e sostenere il governo greco del presidente, conte Giovanni Capodistria, appena insediato sotto gli auspici delle tre potenze alleate (Russia, Inghilterra e Francia), dargli aiuto nella repressione del partito antigovernativo e della ribellione su Idra. Dopo la morte di Capodistria, quando ricevette l'ordine di ritornare, nel maggio 1833 in seguito all'arrivo del re Ottone, organizzò la partenza dello squadrone e delle navi mercantili civili attraverso i Dardanelli fino al Mar Nero, arrivando a Sebastopoli nel giugno 1833.

### Servizio a San Pietroburgo
Nel dicembre 1833, Rikord fu richiamato a San Pietroburgo e nominato capo della I divisione della marina. Nel 1835 portò un distaccamento (destinato a Kalisz) da Kronštadt a Danzica. Attraversò quindi Bornholm e Gotland per raccogliere nuovamente le truppe a Danzica in ottobre e portarle a Kronštadt. Nell'aprile 1836 divenne membro del Consiglio dell'Ammiragliato. Fu anche presidente del comitato per la costruzione di navi a vapore per la flotta del Baltico e la flottiglia del Caspio. Nell'ottobre 1843 fu nominato ammiraglio. Nel dicembre 1850 divenne presidente del Comitato scientifico marino.

### Difesa di Kronštadt
Dopo l'inizio della guerra di Crimea, nel marzo 1854, Rikord e il vice ammiraglio Friedrich B. von Lütke, su incarico dello zar Nicola I, insieme ai capi delle due divisioni navali della flotta baltica, svilupparono un concetto per la difesa di Kronštadt con un piano per lo schieramento della flotta. Nell'aprile 1854, Rikord ricevette il comando delle due divisioni navali della flotta baltica, che erano state unite vicino a Kronštadt per difenderla dal blocco della flotta anglo-francese. Difesa che Rikord organizzò sullo sloop Pëtr Velikij (Pietro il Grande). Egli creò il primo campo minato navale nella storia delle guerre. Nel Golfo di Finlandia furono posate oltre 1 500 mine marine durante la guerra di Crimea.
Nel luglio 1854, l'ammiraglio sir Maurice Berkeley (1º barone FitzHardinge) riferì al governo britannico che secondo la sua valutazione e quella dei comandanti degli squadroni alleati, il vice ammiraglio inglese Charles Napier e il vice ammiraglio francese Alexandre Ferdinand Parseval-Deschênes, la cattura di Kronštadt era impensabile. Dichiarazioni come queste costrinsero la Svezia a rimanere fermamente nella sua posizione di neutralità.
Rikord morì nel febbraio del 1855, a 79 anni, e fu sepolto nel cimitero Tichvin del monastero di Aleksandr Nevskij. Attualmente la tomba è considerata perduta.

## Cariche e onorificenze
Rikord fu membro della «Società degli amici della letteratura, delle scienze e delle arti» e anche della «Libera società degli amici della letteratura russa». Con altri diede inizio alla fondazione della Società geografica russa, della quale divenne poi membro e vicepresidente. Lavorò nella «Libera società economica imperiale» (Императорское Вольное экономическое общество) di San Pietroburgo, nel cui secondo dipartimento fu presidente dal 1841 al 1846 e di cui divenne vicepresidente nel 1844. Era anche membro del «Consiglio centrale delle scuole» e membro onorario dell'Università Imperiale di Mosca, del «Dipartimento dell'Ammiragliato di Stato», della «Società di agricoltura» e della «Società dei naturalisti» di Mosca, della «Società di agricoltura» di Lebedjan' e della «Società greca di archeologia».
- Nel giorno dell'anniversario del sessantesimo anno di servizio, il 24 aprile 1854, gli fu conferito il titolo di generale legato alla persona di Sua Maestà e il diritto di portare l'immagine monogrammatica del nome di Sua Maestà Imperiale sulle spalline.

## Luoghi dedicati
- Isola di Rikord, nel mar del Giappone;
- Stretto di Rikord, nella catena delle isole Curili, tra Ušišir e Ketoj;
- Capo Rikord, sull'isola Iturup;
- Vulcano sommerso Rikord (Isole Curili, 47°25′N 152°41′E);
- Monte Rikord, vetta della Kamčatka, nella catena Ivulk (53°35′28″N 158°46′11″E);
- Nel 200, in occasione del suo 225º anniversario, nella città di Toropec, gli è stato eretto un monumento.[12]

Il ritratto di Rikord è appeso alla parete esterna dell'ufficio di Vladimir Putin, presidente del consiglio di amministrazione della Società geografica russa.